# Bahnstrecke Leeds–Morecambe
| Spurweite: | 1435 mm (Normalspur)         |                                                      |                                                      |
| Stromsystem: | 25 kV (Leeds City–Skipton) ~ |                                                      |                                                      |
| |                              |                                                      |                                                      |
| \| \| \| Leeds City Station \| \| \| \| \| Shipley \| \| \| \| \| nach Bradford \| \| \| \| \| Bingley \| \| \| \| \| Keighley and Worth Valley Railway \| \| \| \| \| Keighley \| \| \| \| \| frühere Yorkshire Dales Railway \| \| \| \| \| Skipton \| \| \| \| \| \| \| \| \| \| nach Colne über Leeds and Bradford Extension Railway \| \| \| \| \| Gargrave \| \| \| \| \| Bell Busk \| \| \| \| \| nach Blackburn über Ribble Valley Line \| \| \| \| \| Hellifield \| \| \| \| \| Long Preston \| \| \| \| \| Settle Junction \| \| \| \| \| nach Carlisle über Settle-Carlisle Line \| \| \| \| \| Giggleswick \| \| \| \| \| Clapham \| \| \| \| \| nach Low Gill über London and North Western Railway \| \| \| \| \| Bentham \| \| \| \| \| Low Bentham \| \| \| \| \| Wennington \| \| \| \| \| \| \| \| \| \| Melling \| \| \| \| \| Arkholme-with-Cawood \| \| \| \| \| Borwick \| \| \| \| \| nach Carlisle über West Coast Main Line \| \| \| \| \| nach Barrow-in-Furness über Furness Line \| \| \| \| \| Carnforth \| \| \| \| \| Bolton-le-Sands \| \| \| \| \| Hest Bank \| \| \| \| \| Wray \| \| \| \| \| Hornby \| \| \| \| \| Claughton \| \| \| \| \| Caton \| \| \| \| \| Halton \| \| \| \| \| Lancaster Green Ayre \| \| \| \| \| Lancaster West Coast Main Line \| \| \| \| \| Scale Hall \| \| \| \| \| Bare Lane \| \| \| \| \| Poulton Lane \| \| \| \| \| \| \| \| \| \| Morecambe Euston Road \| \| \| \| \| Morecambe \| \| \| \| \| Morecambe Northumberland Street Railway Station \| \| \| \| \| Morecambe Harbour \| \| \| \| \| Morecambe Promenade \| \| \| \| \| Middleton Road Bridge Halt \| \| \| \| \| Heysham Port \| \| |                              |                                                      |                                                      |
| Kopfbahnhof Streckenanfang |                              | Leeds City Station                                   | Leeds City Station                                   |
| Bahnhof |                              | Shipley                                              | Shipley                                              |
| Abzweig geradeaus, nach links und von links |                              | nach Bradford                                        | nach Bradford                                        |
| Haltepunkt / Haltestelle |                              | Bingley                                              | Bingley                                              |
| Abzweig geradeaus und von links |                              | Keighley and Worth Valley Railway                    | Keighley and Worth Valley Railway                    |
| Bahnhof |                              | Keighley                                             | Keighley                                             |
| Kreuzung geradeaus unten · Strecke von rechts |                              | frühere Yorkshire Dales Railway                      | frühere Yorkshire Dales Railway                      |
| |                              | Skipton                                              |                                                      |
| |                              |                                                      |                                                      |
| Abzweig geradeaus und ehemals nach links |                              | nach Colne über Leeds and Bradford Extension Railway | nach Colne über Leeds and Bradford Extension Railway |
| Haltepunkt / Haltestelle |                              | Gargrave                                             | Gargrave                                             |
| ehemaliger Haltepunkt / Haltestelle |                              | Bell Busk                                            | Bell Busk                                            |
| Abzweig geradeaus und von links |                              | nach Blackburn über Ribble Valley Line               | nach Blackburn über Ribble Valley Line               |
| Haltepunkt / Haltestelle |                              | Hellifield                                           | Hellifield                                           |
| Haltepunkt / Haltestelle |                              | Long Preston                                         | Long Preston                                         |
| ehemaliger Haltepunkt / Haltestelle |                              | Settle Junction                                      | Settle Junction                                      |
| Abzweig geradeaus und nach rechts |                              | nach Carlisle über Settle-Carlisle Line              | nach Carlisle über Settle-Carlisle Line              |
| Haltepunkt / Haltestelle |                              | Giggleswick                                          | Giggleswick                                          |
| Haltepunkt / Haltestelle |                              | Clapham                                              | Clapham                                              |
| Abzweig geradeaus und ehemals nach rechts |                              | nach Low Gill über London and North Western Railway  | nach Low Gill über London and North Western Railway  |
| Haltepunkt / Haltestelle |                              | Bentham                                              | Bentham                                              |
| ehemaliger Haltepunkt / Haltestelle |                              | Low Bentham                                          | Low Bentham                                          |
| Haltepunkt / Haltestelle |                              | Wennington                                           | Wennington                                           |
| |                              |                                                      |                                                      |
| ehemaliger Haltepunkt / Haltestelle · Strecke (außer Betrieb) |                              | Melling                                              | Melling                                              |
| ehemaliger Haltepunkt / Haltestelle · Strecke (außer Betrieb) |                              | Arkholme-with-Cawood                                 | Arkholme-with-Cawood                                 |
| ehemaliger Haltepunkt / Haltestelle · Strecke (außer Betrieb) |                              | Borwick                                              | Borwick                                              |
| Abzweig geradeaus und von rechts · Strecke (außer Betrieb) |                              | nach Carlisle über West Coast Main Line              | nach Carlisle über West Coast Main Line              |
| Abzweig geradeaus, nach rechts und von rechts · Strecke (außer Betrieb) |                              | nach Barrow-in-Furness über Furness Line             | nach Barrow-in-Furness über Furness Line             |
| Bahnhof · Strecke (außer Betrieb) |                              | Carnforth                                            | Carnforth                                            |
| ehemaliger Haltepunkt / Haltestelle · Strecke (außer Betrieb) |                              | Bolton-le-Sands                                      | Bolton-le-Sands                                      |
| ehemaliger Haltepunkt / Haltestelle · Strecke (außer Betrieb) |                              | Hest Bank                                            | Hest Bank                                            |
| Strecke · Haltepunkt / Haltestelle (Strecke außer Betrieb) |                              | Wray                                                 | Wray                                                 |
| Strecke · Haltepunkt / Haltestelle (Strecke außer Betrieb) |                              | Hornby                                               | Hornby                                               |
| Strecke · Haltepunkt / Haltestelle (Strecke außer Betrieb) |                              | Claughton                                            | Claughton                                            |
| Strecke · Haltepunkt / Haltestelle (Strecke außer Betrieb) |                              | Caton                                                | Caton                                                |
| Strecke · Haltepunkt / Haltestelle (Strecke außer Betrieb) |                              | Halton                                               | Halton                                               |
| Strecke · Bahnhof (Strecke außer Betrieb) |                              | Lancaster Green Ayre                                 | Lancaster Green Ayre                                 |
| Abzweig geradeaus, nach links und von links · Kreuzung geradeaus unten (Strecke geradeaus außer Betrieb) · Bahnhof quer |                              | Lancaster West Coast Main Line                       | Lancaster West Coast Main Line                       |
| Strecke · Haltepunkt / Haltestelle (Strecke außer Betrieb) |                              | Scale Hall                                           | Scale Hall                                           |
| Haltepunkt / Haltestelle · Strecke (außer Betrieb) |                              | Bare Lane                                            | Bare Lane                                            |
| ehemaliger Haltepunkt / Haltestelle · Abzweig ehemals geradeaus, ehemals nach links und von links · Strecke von rechts |                              | Poulton Lane                                         | Poulton Lane                                         |
| Strecke |                              |                                                      |                                                      |
| Kopfbahnhof Streckenende (Strecke außer Betrieb) · Strecke · Strecke |                              | Morecambe Euston Road                                | Morecambe Euston Road                                |
| Kopfbahnhof Strecke ab hier außer Betrieb · Strecke |                              | Morecambe                                            | Morecambe                                            |
| Bahnhof (Strecke außer Betrieb) · Strecke |                              | Morecambe Northumberland Street Railway Station      | Morecambe Northumberland Street Railway Station      |
| Betriebs-/Güterbahnhof Streckenanfang und quer (Strecke außer Betrieb) · Abzweig geradeaus und nach rechts (Strecke außer Betrieb) · Strecke |                              | Morecambe Harbour                                    | Morecambe Harbour                                    |
| Kopfbahnhof Streckenende (Strecke außer Betrieb) · Strecke |                              | Morecambe Promenade                                  | Morecambe Promenade                                  |
| ehemaliger Haltepunkt / Haltestelle |                              | Middleton Road Bridge Halt                           | Middleton Road Bridge Halt                           |
| Kopfbahnhof Streckenende |                              | Heysham Port                                         | Heysham Port                                         |

Die Bahnstrecke Leeds–Morecambe ist eine Eisenbahnstrecke, die von Leeds über Skipton und Lancaster nach Morecambe in Nordengland verläuft. Die Strecke wird von Zügen der Northern Rail befahren und gehörte historisch zur Midland Railway. Die Strecke ist auf dem Abschnitt zwischen Leeds City Station und Skipton mit einer Oberleitung für 25 kV Wechselspannung ausgestattet und wird dort von den Zügen der Airedale Line befahren.

## Teilstrecken und ihre Geschichte

### Airedale Line
Das erste Teilstück zwischen Leeds City Station und Shipley wurde von der Leeds and Bradford Railway am 1. Juli 1846 eröffnet. Die Leeds and Bradford Extension Railway führte die Strecke bis nach Skipton weiter. In Keighley zweigt die 1867 eröffnete Keighley and Worth Valley Railway ab.

### Skipton – Settle
Dieser Abschnitt der als „Little“ North Western Railway bekannten Eisenbahngesellschaft wurde am 30. Juli 1849 bis nach Clapham und am 1. Juni 1850 bis nach Lancaster für den Verkehr freigegeben.
Dieser Abschnitt hatte Abzweigungen an
- die Yorkshire Dales Railway als eine Verbindung von Skipton zur Ilkley Line vom 30. Juli 1902 bis zum 22. September 1930 und
- eine Fortsetzung der Leeds and Bradford Extension Railway nach Colne und damit eine Verbindung zur Lancashire and Yorkshire Railway nach Preston.

Die Hauptstrecke führte weiter nach:
- Gargrave
- Bell Busk (geschlossen 1959)
- Hellifield
- Long Preston
  - Settle Junction – Bahnstrecke Settle–Carlisle, eröffnet 1875 für den Güterverkehr und am 1. Mai 1876 für den Personenverkehr worden.

### Settle Junction – Lancaster
Die ursprüngliche Strecke nach Lancaster hatte in Clapham einen Abzweig nach Ingleton. Dadurch war es möglich über Sedbergh nach Low Gill zu fahren und dort auf die London and North Western Railway zu treffen. Die Strecke wurde 1861 zwischen Ingleton und Lancaster von der Lancaster and Carlisle Railway in Betrieb genommen. Auf dem Streckenabschnitt wurde der Personenverkehr am 1. Februar 1954 eingestellt, 1966 wurde sie vollständig geschlossen. Dieser Abschnitt diente als Umleitung bei Störungen auf der Hauptstrecke von Settle nach Lancaster.
In Wennington gab es bis 1966 einen Anschluss an die Furness and Midland Joint Railway. Dies ermöglichte es, auf der Strecke der North Western Railway, später der Midland Railway über Lancaster Green Ayre nach Morecambe zu fahren.

## Geschichte
Die Strecke existiert in ihrer jetzigen Form erst seit Januar 1966. Bis zu diesem Zeitpunkt wurden die Züge in Wennington getrennt und Waggons nach/von Leeds dort umrangiert. Der Beeching-Report hatte dieses Verfahren als unbefriedigend bezeichnet, und so müssen Fahrgäste für die Furness Line heute in Carnforth umsteigen.
Die Beeching-Axt von 1963 hielt dieses Servicemuster für unbefriedigend und schlug vor, die Dienste zu „modifizieren“, wobei die ursprüngliche Route von Wennington nach Lancaster und Morecambe schließlich am 3. Januar 1966 zugunsten der F&MJ-Linie geschlossen wurde. Ab dem 3. Januar 1966 fuhren die Züge über Carnforth, WCML, Hest Bank North Junction und die ehemalige LNWR – Nebenstrecke Morecambe, um ihr Ziel zu erreichen. Diese Streckenführung hatte den Nachteil, dass Reisende Lancaster nicht direkt erreichen konnten. Dazu mussten sie in Carnforth auf die Furness Line umsteigen. Diese Situatuon blieb bis Anfang der 1980er unverändert.
Der Dienst wurde inzwischen von DMU übernommen, als Verlängerung der Strecke von Leeds nach Skipton, mit einem Zug alle zwei Stunden den größten Teil des Tages. Der Fahrplan sah sieben Züge pro Tag in jede Richtung vor, sowie drei oder vier an Sonntagen. Alle Bahnhöfe zwischen Skipton und Carnforth (außer Hellifield) im Oktober 1970 auf den Status eines unbesetzten Haltepunkts reduziert. Die Strecke wurde auch täglich von mehreren Güterzügen genutzt, darunter Zugladungen mit Ammoniak von Teesside zu einer nun stillgelegten ICI Fabrik in Heysham.
Ab 1982 wurde der Fahrplan der Linie jedoch geändert. Mehrere Verbindungen sind beschleunigt worden, durch Auslassung von Stationen nördlich von Skipton. Der neuer Fahrplan stellte zum ersten Mal seit mehr als fünfzehn Jahren modernisiertes Rollmaterial auf die Strecke.
Der Güterverkehr auf der Strecke endete 1990 nach der Schließung des Chemiewerks ICI in Heysham und dem Verlust des Bitumenverkehrs Stalon-Skipton, durch die Verlagerung auf die Straße.
In den darauf folgenden Jahren, sind weitere Änderungen am Fahrplan erfolgt. So halbierte sich die Züge von sieben auf vier, einer fuhr über Lancaster hinaus. Daraus resultiert die Gründung der Lancaster & Skipton Rail Users Group, um Verbesserungen zu fordern.
Im Mai 1995 wurde ein zusätzlicher Zug an Wochentagen in jede Richtung hinzugefügt und die Verbindung nach Morecambe wiederhergestellt. Trotz der Bemühungen verschiedener lokalen Behörden entlang der Strecke, ist der aktuelle Fahrplan mit großen Lücken zwischen den Zügen immer noch nicht ideal.

## Aktueller Betrieb
Seit dem Fahrplanwechsel im Dezember 2019 werden die meisten Verbindungen auf der Strecke von Triebwagen der Baureihe 158 eingesetzt. Davor wurden die Baureihe 142 und 144 eingesetzt. Gelegentlich werden andere Baureihen eingesetzt wie beispielsweise die Baureihe 150 und 153.
Aktuell verkehren neue Züge von Leeds nach Carnforth und weiter nach Carlisle. Zwischen Lancaster und Morecambe bzw. Heysham Hafen verkehren 26 Züge – einer weiter nach Heysham Hafen.
2008 erhielt die Strecke neue Signalanlagen. Derzeit gibt es zwischen Settle Junction und Carnforth keine Zwischensignale. Der Blockabschnitt mit mehr als 24 Meilen ist der längste Abschnitt im Land. Daraus resultiert eine Kapazitätsbeschränkung.